# 慈訓
慈訓（じくん / じきん、持統天皇5年（691年）- 宝亀8年（777年））は、奈良時代の奈良興福寺の僧。俗姓は船氏。河内国出身。

## 人物・生涯
興福寺の玄昉、元興寺の良敏に法相唯識を学び、審祥から華厳を学んだ。740年（天平12年）審祥による華厳経の法会では副講師をつとめ、742年（天平14年）には講師となった。755年（天平勝宝7歳）には宮中講師となる。翌756年（天平勝宝8歳）聖武天皇が病気となった際、良弁・安寛とともに看病禅師・華厳講師をつとめ、その功により少僧都に任じられた。藤原仲麻呂政権下では仏教政策の中心者として活躍し、759年（天平宝字3年）には、文室智努とともに意見封事を淳仁天皇に行い、採用されている。760年（天平宝字4年）には良弁らとともに僧位制度の改正を奏上している。その後道鏡が現れると、「政を行うに理に乖き、僧綱たるに堪えず」という理由で763年（天平宝字7年）僧綱を解任され、かわって道鏡が少僧都に就任したが、道鏡が失脚した770年（神護景雲4年）8月には少僧都に復帰している。